# Krigshistorisk Festival
Krigshistorisk Festival er en festival, der afholdes en weekend i juni hvert år ved Vestvolden i Rødovre i København. Ved festivalen viser en række danske reenactmentgrupper forskellige perioder af krigshistorien fra de romerske legionærer og frem til den kolde krig. Grupperne er fordelt i tidstypiske lejre, der er placeret i kronologisk rækkefølge over 1.200 m langs med Vestvolden fra Artillerimagasinet til Ejbybunkeren. Desuden er der en opvisningsplads, hvor nogle af grupperne fortæller og giver eksempler på kampe og våben. Det er gratis at deltage i festivalen, der arrangeres af Oplevelsescenter Vestvolden og sponseres af Nordea-fonden, Spar Nord Fonden, Rødovre Centrum, Rødovre Lokal Nyt og forskellige firmaer.
Blandt de deltagende grupper kan nævnes Legio VI Victrix Cohors II Cimbria, der repræsenterer de romerske legionærer, ved tidlinjens begyndelse i år 75. Prindsens Hverving beskæftiger sig med folkevandringstiden omkring 300, og i 510 følger Herulerne. Ved 985 kommer man til Ulfhednir med vikingerne, og ved 1219 er det Middelalderforeningen Korsfarerne. Freie Rostocker Fähnlein tager sig af Grevens Fejde, og Frederik d. 3s Garde af Karl Gustav-krigene. Sjællandske Historiske Artillerie og Feltcorps (Historiske Soldater) repræsenterer Napoleonskrigene og Dansk/Preussiske Soldater de slesvigske krige. Blue and Gray American Civil War Reenactors of Denmark gengiver Den Amerikanske Borgerkrig omkring 1864. Kåre Johannessens Westfront 1916 står for 1. verdenskrig, mens Regimentet og WWII Tommies med flere tager sig af 2. verdenskrig. Endelig står Dansk Militærhistorisk Køretøjsforening og Koldkrigsmuseum Stevnsfort for den kolde krig.

## Festivalen år for år
| År   | Tidspunkt    | Besøgende  | Noter                                       |
| ---- | ------------ | ---------- | ------------------------------------------- |
| 2017 | 17.-18. juni | Ca. 20.000 | Første gange festivalen blev afholdt        |
| 2018 | 16.-17. juni | Ca. 20.000 |                                             |
| 2019 | 15.-16. juni | 15-18.000  | Et regnvejr kostede en del besøgende lørdag |
| 2020 | 12.-13. juni | -          | Aflyst på grund af coronaviruspandemien     |
| 2021 | -            | -          |                                             |
| 2022 | 11.-12. juni |            |                                             |
| 2023 | 10.-11. juni | Ca. 18.000 |                                             |
| 2024 | 8.-9. juni   |            |                                             |
| 2025 | 14.-15. juni | -          | Aflyst på grund af sygdom.                  |